# Bedřich Karásek
Bedřich Karásek (14. února 1890 Týn nad Vltavou – 18. února 1958 České Budějovice) byl pedagog, vlastivědný pracovník, spisovatel a první ředitel muzea v Týně nad Vltavou.

## Život
Bedřich Karásek se narodil Anně a Karlovi Karáskovým v Týně nad Vltavou jako páté dítě z celkového počtu deseti dětí. Jeho otec pocházel z rodiny schwarzenberského úředníka v Třeboni a od roku 1878 působil v Týně nad Vltavou jako učitel a posléze ředitel měšťanské školy. Také Bedřich se rozhodl pro učitelské povolání a po měšťanské škole nastoupil do soukromého učitelského ústavu v Českých Budějovicích. Po čtyřletém studiu obdržel v roce 1911 vysvědčení učitelské dovednosti. Po prázdninách nastoupil jako výpomocný učitel ve čtyřtřídní obecné škole v Kolodějích nad Lužnicí. V následujícím roce působil jako zatímní učitel v Týně nad Vltavou, další dva roky pak na trojtřídce v Křtěnově. Učitelskou dráhu přerušila v roce 1913 vojenská služba u 29. pěšího pluku a v roce 1914 válečná mobilizace. V roce 1916 byl na haličské frontě raněn do nohy a ruky.
Po rekonvalescenci se v roce 1917 oženil s Boženou Sudovou. Mladá rodina bydlela V Litoradlicích ve škole, kde v té době učil. Toto období považoval za nejšťastnější ve své učitelské praxi. V roce 1920 v Týně nad Vltavou kupují nemovitost v ulici Rámy č. 120, trvale se sem ale stěhují až v roce 1922, kdy je Bedřich Karásek přikázán službou na Obecní školu. Tam natrvalo zakotvil a pokračoval ve stopách svého otce Karla Karáska. V roce 1925 získal definitivu v Týně nad Vltavou.
Jako pedagog formoval několik generací vltavotýnských žáků.

## Zřízení muzea
Životním posláním Bedřicha Karáska se stalo vltavotýnské muzeum. Navázal na myšlenku svého otce z roku 1880, který neúspěšně žádal o přidělení místnosti k uložení muzeálních památek. Během dalších let následovalo několik neúspěšných žádostí o založení městského muzea v Týně nad Vltavou. Zatím muzejní předměty sbírala a uchovávala Učitelská jednota Vinařický a rovněž Bedřich Karásek ve svém domě shromažďoval předměty historické hodnoty. V roce 1929 byla zřízena muzejní komise, jejímiž členy byli význační představitelé města Týna nad Vltavou. Do čtyřčlenného představenstva byl zvolen i Bedřich Karásek jako jednatel. V roce 1930 se komise změnila na Musejní spolek a Bedřich Karásek se zde stal správcem sbírek. Musejní spolek hledal vhodné prostory pro stálou expozici a v roce 1931 je získal v obecním domě č. 225 Pod kostelem. V následujícím roce 1932 bylo muzeum slavnostně zpřístupněno veřejnosti. Muzeum mělo v té době necelé dva tisíce sbírkových předmětů. Postupně se sbírky rozšiřovaly a dosavadní umístění muzea přestalo vyhovovat. Bedřich Karásek se aktivně staral o nalezení vhodnějších prostor. To se podařilo v roce 1955, kdy se muzeum přestěhovalo do sedmi místností budovy arcibiskupského zámku, svého současného sídla. Muzejní sbírky v tu dobu obsahovaly téměř 10 000 předmětů. V roce 1957 Muzejní spolek ukončil svoji činnost vydáním posledního, čtvrtého dílu Dějin Týna nad Vltavou vltavotýnského historika Josefa Sakaře, jehož byl Bedřich Karásek velkým obdivovatelem.
18. února 1958 zakladatel muzea Bedřich Karásek zemřel. Muzeum i nadále pokračovalo a stále pokračuje ve své činnosti, jeho sbírkový fond obsahoval v roce 2019 téměř 57 tisíc předmětů. Muzeum má i svoji vlastní publikační činnost, pořádá besedy a didaktické programy pro mládež i dospělé. Karáskova vize se tím naplnila.

## Účast na spolkovém životě
V první polovině minulého století Bedřich Karásek významně ovlivnil společenský a kulturní život v Týně nad Vltavou, byl členem mnoha spolků. Kromě správy muzea byl kronikářem, městským archivářem, v posledních letech svého života působil jako okresní konzervátor státní památkové péče. Vystupoval ve spolku divadelních ochotníků Vltavan, Pěveckém spolku Puchmír a řídil loutkovou scénu Matěje Kopeckého.

## Publikace
- 1933 – Zkazky z Vltavína
- 1936 – Průvodce Týnem nad Vltavou a okolím
- 1937 – Památce našich velikých – slavných mužů vltavotýnských rodáků
- 1938 – Karáskův stručný průvodce Týnem nad Vltavou
- 1945 – Vltavotýnské pověsti
- 1945 – Vyprávěnky předmětů vltavotýnského musea
- 1950 – Historie vzniku a rozvoje musea v Týně nad Vltavou
- 1951 – Stručný průvodce museem vltavotýnským
- 1952 – Historie královského miesta a peczetie Teyna nad Wltawú
- 1952 – Po stopách hradů, zámků a tvrzí v okrese vltavotýnském
- 1955 – Průvodce Okresním museem v Týně nad Vltavou